# マナコル
マナコル(Manacor）は、スペイン・バレアレス諸島州のムニシピ（基礎自治体）。マヨルカ島東部にある。内陸のマナコル地区、ドラック洞窟などがある地中海岸のポルト・クリスト地区などからなる。

## 歴史

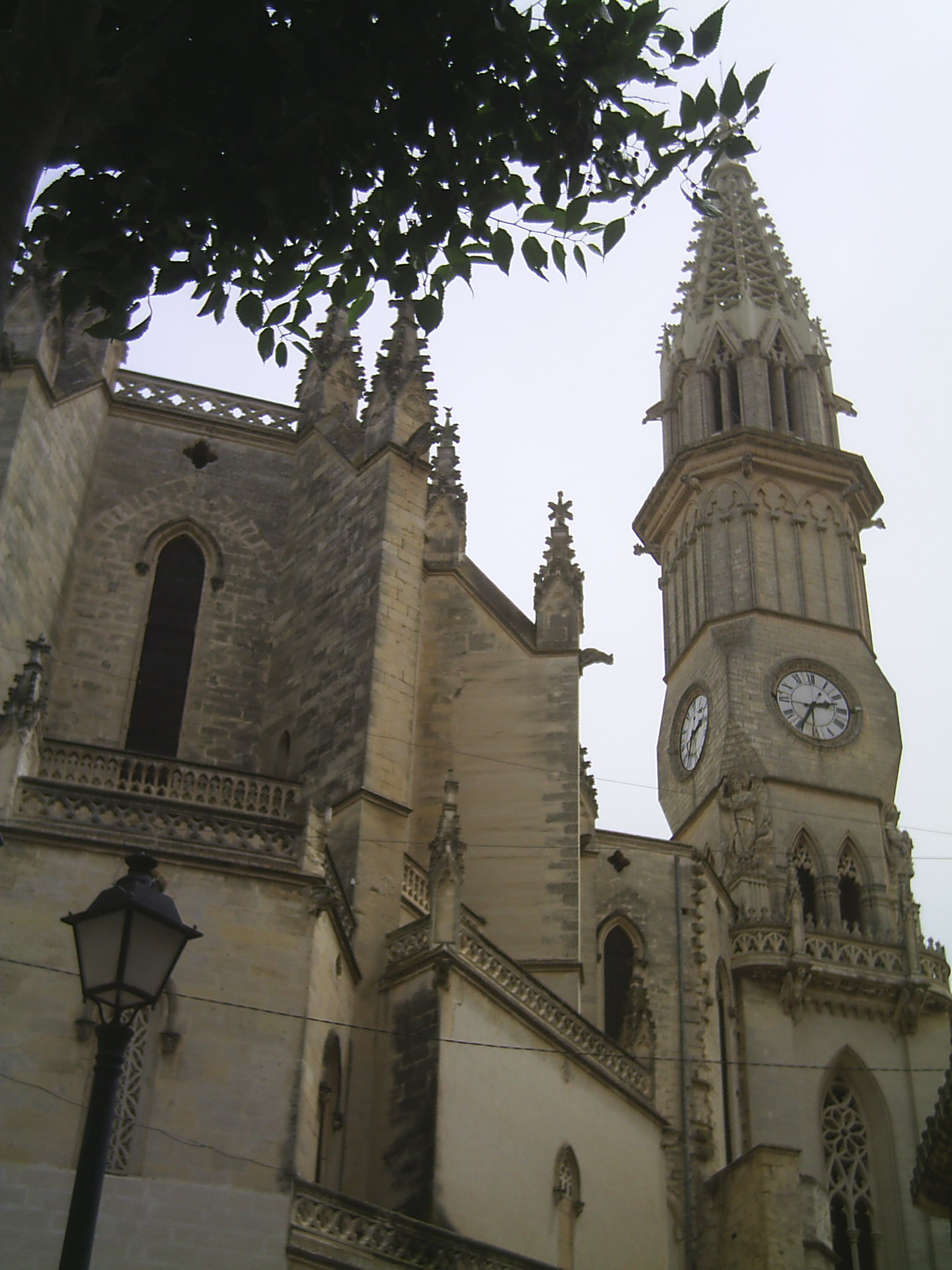
サンタ・マリア・デ・ロス・ドロレス教会

マナコル最古の人類の記録は、紀元前2000年から紀元前1200年頃にさかのぼる。この時代のものとされる、洞窟内につくられた墓地が発見されている。また、他とは孤立した、集団での定住地があった。自治体内のポルト・クリスト地区の洞窟には、ローマ時代の工芸品が見つかっている。サ・カロトジャやソン・ペレトにある原始キリスト教の礼拝堂跡は、この地域が他とは隔絶していたことを物語る。
マナコルの都市としての起源は、おそらくイスラム教徒の征服前とされる。1300年、アラゴン王・バルセロナ伯のハイメ1世はマナコルに町としての地位を授けた。初期のマナコルの市街は、パラウ塔、要塞化した田園部の農家といった建物の様子で保存されている。
1576年にサン・ビセン・ファレー修道院が築かれ、同時代にバロック様式の教会建設が始まった。また、風車が集中して設置された地区は、市街の外観を変えた。しかし修道院の衰退が次第に始まった。1835年の永代所有財産解放令で教会資産は国家に没収された。
1879年にはマヨルカ島中央部のインカとの間に鉄道が敷かれた。1902年、人工真珠を扱うマジョリカの工場がマナコルにできた。1912年には「都市」に昇格した。1929年、サンタ・マリア・デ・ロス・ドロレス教会が完成した。旧教会は、アラブ支配時代のモスクを転用したものであった。
2016年にはラファエル・ナダル国際テニスセンターが完成した。

## 人口
16世紀には約5,000人、18世紀には約8,000人の人口を有した。
| マナコルの人口推移 1900－2010                           |
|                                                         |
| 出典:INE（スペイン国立統計局）1900年 - 1991年、1996年 - |

## 行政
| 任期      | 首長名                                            | 政党                                 |
| --------- | ------------------------------------------------- | ------------------------------------ |
| 1979–1983 | Llorenç Mas (79-80) Jaume Llull (80-83)           | CDI                                  |
| 1983–1987 | Gabriel Homar                                     | 国民同盟(AP)                         |
| 1987–1991 | Jaume Llull                                       | スペイン社会労働党(PSOE)             |
| 1991–1995 | Gabriel Homar (91) Gabriel Bosch (91-95)          | 国民党(PP) 国民党(PP)                |
| 1995–1999 | Bartomeu Rosselló (95-96) Catalina Sureda (96-99) | 国民党(PP) 国民党(PP)                |
| 1999–2003 | Miquel Riera                                      | マヨルカ連合(ALM-UM)                 |
| 2003–2007 | Antoni Pastor                                     | 国民党(PP)                           |
| 2007–2011 | Antoni Pastor                                     | 国民党(PP)                           |
| 2011–2015 | Antoni Pastor                                     | 国民党(PP)/マナコル連合(CpM)         |
| 2015–2019 | Miquel Oliver (15) Pedro Rosselló (15-)           | メス・ペル・マヨルカ(MES) 国民党(PP) |
| 2019–2023 | n/d                                               | n/d                                  |
| 2023–     | n/d                                               | n/d                                  |

## 著名な出身者
- アントニ・マリーア・アルクベー・イ・スレーダ（英語版）(1862-1932) : 著作家。カタルーニャ＝バレンシア＝バレアレス辞典を刊行。
- ミケル・マス・ガジャ（スペイン語版）(1943-) : 自転車競技選手。1965年世界選手権優勝。
- ルイス・ラダリア・ファレー（英語版）(1944-) : イエズス会員。
- ミゲル・アンヘル・ナダル(1966-) - サッカー選手。
- シスコ・ムニョス（スペイン語版）(1980-) : サッカー選手。
- アルベルト・リエラ(1982-) - サッカー選手。
- エレーナ・ゴメス（スペイン語版）(1985-) - 体操選手。2002年世界選手権女子床運動金メダル。
- ラファエル・ナダル(1986-) - テニス選手。